# 祇園笑者
『祇園笑者』（ぎおんしょうじゃ）は、読売テレビ（ytv）で、2011年7月22日から2015年4月10日まで毎週金曜日の25:33 - 26:33に放送されていたトーク番組である。2020年7月よりイベントとして復活した。

## 内容
毎回二人の吉本芸人がガチンコでトークを繰り広げる。よしもと祇園花月で公開収録が行われており、芸人は着物姿で舞台に登場する。
例外もあるが、出演オファーを受けた芸人が共演したい芸人を指名するというパターンが多い。馴染みの者同士、殆ど話した事がない者同士など、その組み合わせは様々である。
2020年7月、よしもと祇園花月のイベントとして5年ぶりに復活した。

## ナビゲーター
- 桜 稲垣早希

## おもな企画
早希の凶芸人アラカルト（第3 - 71回）
よしもと祇園花月の楽屋に設置されている投稿箱に寄せられた、芸人の不幸なエピソードを紹介し、稲垣が「大凶」「中凶」「凶」の判定を行う。
明石家大明神ののんきな悩み相談（第76回 -）
稲垣が紹介する悩み相談の投書に、明石家のんき扮する明石家大明神が答える。
早希の祇園インフォメーション
読売テレビでの放送日直後の週末に予定されている、よしもと祇園花月のラインナップと、今後の公開収録スケジュールを紹介。また、公開収録のチケットが抽選で視聴者にプレゼントされる。第102回以降はエンディングの後に放送されている。
エンディング
稲垣が「今宵の『祇園笑者』はここまで、また来週」と挨拶した後に、ショートコントを行って変顔で締めくくったり、クイズに挑戦したり、切り絵を披露する。

## 放送・イベント
レギュラー放送版
| 2011年 | 2011年   | 2011年                                                        | 2011年 | 2011年 |
| 回     | 放送日   | 出演者                                                        | 後半出演者 |        |
| ------ | -------- | ------------------------------------------------------------- | --- | ------ |
| 1      | 7月22日  | 宮川大輔×小籔千豊                                             | なし |        |
| 2      | 7月29日  | 宮川大輔×小籔千豊                                             | 岩橋良昌（プラスマイナス） |        |
| 3      | 8月5日   | 陣内智則×たむらけんじ                                         | なるみ |        |
| 4      | 8月12日  | 田村亮（ロンドンブーツ1号2号）×山里亮太（南海キャンディーズ） | 長田融季（りあるキッズ） |        |
| 5      | 8月19日  | 竹若元博（バッファロー吾郎）×なだぎ武（ザ・プラン9）          | なかやまきんに君 レイザーラモンHG（レイザーラモン） 千原せいじ（千原兄弟） |        |
| 6      | 8月26日  | 福田充徳（チュートリアル）×ノブ（千鳥）                       | NON STYLE |        |
| 7      | 9月2日   | 藤井隆×岩尾望（フットボールアワー）                           | お〜い!久馬（ザ・プラン9） |        |
| 8      | 9月11日  | 東野幸治×山里亮太（南海キャンディーズ）                       | なし |        |
| SP     | 9月16日  | 浅越ゴエ（ザ・プラン9）×小籔千豊                              | レイザーラモンRG（レイザーラモン） 守谷日和 おいでやす小田 ヒューマン中村 アイロンヘッド 祇園 土佐駒 回転ハッスル ポラロイドマガジン かりんとう 三浦マイルド アインシュタイン |        |
| 9      | 9月18日  | 哲夫（笑い飯）×矢野勝也（矢野・兵動）                         | なし |        |
| 10     | 9月23日  | 菅広文（ロザン）×川島明（麒麟）                               | 宇治原史規（ロザン） |        |
| 11     | 9月30日  | 陣内智則×中川礼二（中川家）                                   | なし |        |
| 12     | 10月7日  | 磯部公彦（まるむし商店）×川田広樹（ガレッジセール）           | なし |        |
| 13     | 10月12日 | 太平サブロー×たむらけんじ                                     | ショウショウ |        |
| 14     | 10月21日 | 西田幸治（笑い飯）×真栄田賢（スリムクラブ）                   | なし |        |
| 15     | 10月28日 | あいはら雅一（メッセンジャー）×桂三度                         | お〜い!久馬（ザ・プラン9） 後藤秀樹 |        |
| 16     | 11月4日  | しずちゃん（南海キャンディーズ）×近藤春菜（ハリセンボン）     | 和田美枝（女と男） |        |
| 17     | 11月11日 | 川島邦裕（野性爆弾）×大悟（千鳥）                             | 濱家隆一（かまいたち） |        |
| 18     | 11月18日 | 遠藤章造（ココリコ）×庄司智春（品川庄司）                     | ワッキー（ペナルティ） |        |
| 19     | 11月25日 | 高橋茂雄（サバンナ）×小出水直樹（シャンプーハット）           | 西代洋（ミサイルマン） |        |
| 20     | 12月2日  | 友近×馬場園梓（アジアン）                                     | なし |        |
| 21     | 12月9日  | 大村朋宏（トータルテンボス）×佐藤哲夫（パンクブーブー）       | 藤田憲右（トータルテンボス） |        |
| 22     | 12月16日 | 家城啓之（カリカ）×石田明（NON STYLE）                        | スーパーマラドーナ |        |
| 23     | 12月30日 | 藤原一裕（ライセンス）×ヒデ（ペナルティ）                     | 浜本広晃（テンダラー） |        |

| 2012年 | 2012年   | 2012年                                                        | 2012年                                      | 2012年 |
| 回     | 放送日   | 出演者                                                        | 後半出演者                                  |        |
| ------ | -------- | ------------------------------------------------------------- | ------------------------------------------- | ------ |
| 24     | 1月1日   | 山口智充×小杉竜一（ブラックマヨネーズ）                       | なし                                        |        |
| 25     | 1月6日   | ロッシー（野性爆弾）×安達健太郎（カナリア）                   | 毛利大亮（ギャロップ）                      |        |
| 26     | 1月13日  | 西野亮廣（キングコング）×板倉俊之（インパルス）               | 田崎佑一（藤崎マーケット）                  |        |
| 27     | 1月20日  | 月亭八光×田村裕（麒麟）                                       | 武智正剛（スーパーマラドーナ）              |        |
| 28     | 1月27日  | ヤナギブソン（ザ・プラン9）×福田充徳（チュートリアル）        | レイザーラモンHG（レイザーラモン）          |        |
| 29     | 2月3日   | 博多大吉（博多華丸・大吉）×秋山竜次（ロバート）               | 村本大輔（ウーマンラッシュアワー）          |        |
| 30     | 2月10日  | 兵動大樹（矢野・兵動）×井上裕介（NON STYLE）                  | 西川晃啓（レギュラー） 川畑泰史             |        |
| 31     | 2月17日  | 村上純（しずる）×村上健志（フルーツポンチ）                   | 川原克己（天竺鼠）                          |        |
| 32     | 2月24日  | 井上聡（次長課長）×川島明（麒麟）                             | 川島邦裕（野性爆弾）                        |        |
| 33     | 3月2日   | 河本準一（次長課長）×ノブ（千鳥）                             | 近藤春菜（ハリセンボン）                    |        |
| 34     | 3月9日   | 小出水（シャンプーハット）×楽しんご                           | 藤原光博（リットン調査団）                  |        |
| 35     | 3月16日  | 竹若元博（バッファロー吾郎）×お〜い!久馬（ザ・プラン9）       | ダイアン                                    |        |
| 36     | 3月23日  | 川谷修士（2丁拳銃）×藤本敏史（FUJIWARA）                      | レイザーラモンRG（レイザーラモン）          |        |
| 37     | 3月30日  | 博多華丸（博多華丸・大吉）×白川悟実（テンダラー）             | 山内健司（かまいたち）                      |        |
| 38     | 4月6日   | ケンドーコバヤシ×浜本広晃（テンダラー）                       | 土肥ポン太                                  |        |
| 39     | 4月13日  | 綾部祐二（ピース）×梶原雄太（キングコング）                   | 西代洋（ミサイルマン）                      |        |
| 40     | 4月20日  | 石田明（NON STYLE）×佐藤哲夫（パンクブーブー）                | 矢野勝也（矢野・兵動）                      |        |
| 41     | 4月27日  | 井本貴史（ライセンス）×海原ともこ（海原やすよ・ともこ）       | 瀬下豊（天竺鼠）                            |        |
| 42     | 5月4日   | 田村亮（ロンドンブーツ1号2号）×原西孝幸（FUJIWARA）           | たむらけんじ                                |        |
| 43     | 5月11日  | 松田洋昌（ハイキングウォーキング）×マンボウやしろ             | 2700                                        |        |
| 44     | 5月18日  | ほっしゃん。×田中直樹（ココリコ）                             | なし                                        |        |
| 45     | 5月25日  | 黒瀬純（パンクブーブー）×真栄田賢（スリムクラブ）             | 池田一真（しずる）                          |        |
| 46     | 6月1日   | 間寛平×辻本茂雄                                               | なし                                        |        |
| 47     | 6月8日   | あべこうじ×佐久間一行                                         | COWCOW                                      |        |
| 48     | 6月15日  | あいはら雅一（メッセンジャー）×山里亮太（南海キャンディーズ） | プラスマイナス                              |        |
| 49     | 6月22日  | 小籔千豊×池乃めだか                                           | 若井ぼん                                    |        |
| 50     | 6月29日  | 井上裕介（NON STYLE）×大村朋宏（トータルテンボス）            | 水本健一（span!）                           |        |
| 51     | 7月6日   | 藤原一裕（ライセンス）×浅越ゴエ（ザ・プラン9）                | しもばやし（ファミリーレストラン） 村越周司 |        |
| 52     | 7月13日  | 今田耕司×長谷川宏（ティーアップ）                             | 入江慎也（カラテカ）                        |        |
| 53     | 7月20日  | 品川祐（品川庄司）×兵動大樹（矢野・兵動）                     | なし                                        |        |
| 54     | 7月27日  | ヤナギブソン（ザ・プラン9）×木村祐一                          | なし                                        |        |
| 55     | 8月3日   | 藤森慎吾（オリエンタルラジオ）×トミーズ雅（トミーズ）         | なし                                        |        |
| 56     | 8月10日  | 桜 稲垣早希×向清太朗（天津）                                  | なし                                        |        |
| 57     | 8月17日  | 石田靖×未知やすえ                                             | なし                                        |        |
| 58     | 8月24日  | 村上純（しずる）×大林健二（モンスターエンジン）               | 橋本直（銀シャリ）                          |        |
| 59     | 8月31日  | 桂三度×藤本敏史（FUJIWARA）                                   | 西代洋（ミサイルマン）                      |        |
| 60     | 9月7日   | 西澤裕介（ダイアン）×岩部彰（ミサイルマン）                   | ヤナギブソン（ザ・プラン9）                 |        |
| 61     | 9月14日  | 浜本広晃（テンダラー）×哲夫（笑い飯）                         | なし                                        |        |
| 62     | 9月21日  | 海原ともこ（海原やすよ・ともこ）×板尾創路（130R）             | なし                                        |        |
| 63     | 9月28日  | 川島明（麒麟）×博多大吉（博多華丸・大吉）                     | 向清太朗（天津）                            |        |
| 64     | 10月5日  | 多田健二（COWCOW）×土肥ポン太                                 | なし                                        |        |
| 65     | 10月12日 | 八十島弘行（2700）×西森洋一（モンスターエンジン）             | なし                                        |        |
| 66     | 10月19日 | 白井鉄也（チーモンチョーチュウ）×ボン溝黒（カナリア）         | なし                                        |        |
| 67     | 10月26日 | 矢野勝也（矢野・兵動）×菊地浩輔（チーモンチョーチュウ）       | なし                                        |        |
| 68     | 11月2日  | 宇治原史規（ロザン）×橋本直（銀シャリ）                       | 宮戸洋行（GAG少年楽団）                     |        |
| 69     | 11月9日  | あべこうじ×村本大輔（ウーマンラッシュアワー）                 | 井上安世                                    |        |
| 70     | 11月16日 | 中川礼二（中川家）×博多華丸（博多華丸・大吉）                 | 天津                                        |        |
| 71     | 11月23日 | 山田與志（COWCOW）×津田篤宏（ダイアン）                       | 福井俊太郎（GAG少年楽団）                   |        |
| 72     | 11月30日 | 八木真澄（サバンナ）×なかやまきんに君                         | 駒場孝（ミルクボーイ）                      |        |
| 73     | 12月7日  | 安達健太郎（カナリア）×松田洋昌（ハイキングウォーキング）     | なし                                        |        |
| 74     | 12月14日 | マンボウやしろ×哲夫（笑い飯）                                 | スーパーマラドーナ                          |        |
| 75     | 12月21日 | 未公開スペシャル                                              | なし                                        |        |
| 76     | 12月29日 | 板尾創路（130R）×小杉竜一（ブラックマヨネーズ）               | 田村亮（ロンドンブーツ1号2号）              |        |

| 2013年 | 2013年   | 2013年                                                           | 2013年                                                                                           | 2013年 |
| 回     | 放送日   | 出演者                                                           | 後半出演者                                                                                       |        |
| ------ | -------- | ---------------------------------------------------------------- | ------------------------------------------------------------------------------------------------ | ------ |
| 77     | 1月4日   | 中川剛（中川家）×黒田有（メッセンジャー）                        | なし                                                                                             |        |
| 78     | 1月11日  | 田村裕（麒麟）×井上裕介（NON STYLE）                             | 水本健一（span!）                                                                                |        |
| 79     | 1月18日  | 長原成樹×兵動大樹（矢野・兵動）                                  | 藤井輝雄（しましまんず） 吉田裕 前田まみ                                                         |        |
| 80     | 1月25日  | ケンドーコバヤシ×川原克己（天竺鼠）                              | なし                                                                                             |        |
| 81     | 2月1日   | 椿鬼奴×黒沢かずこ（森三中）                                      | なかのよいこ                                                                                     |        |
| 82     | 2月8日   | お〜い!久馬（ザ・プラン9）×石田明（NON STYLE)                    | なし                                                                                             |        |
| 83     | 2月15日  | 井本貴史（ライセンス）×小出水直樹（シャンプーハット）            | なし                                                                                             |        |
| 84     | 2月22日  | 高橋茂雄（サバンナ）×西代洋（ミサイルマン）                      | 市川義一（女と男） やまだひろあき 駒場孝（ミルクボーイ）                                         |        |
| 85     | 3月1日   | ハイヒールリンゴ（ハイヒール）×川島邦裕（野性爆弾）              | なし                                                                                             |        |
| 86     | 3月8日   | 菅広文（ロザン）×ヤナギブソン（ザ・プラン9）                     | なし                                                                                             |        |
| 87     | 3月15日  | 庄司智春（品川庄司）×大地洋輔（ダイノジ）                        | 秋山竜次（ロバート）                                                                             |        |
| 88     | 3月22日  | エハラマサヒロ×奥田修二（学天即）                                | なし                                                                                             |        |
| 89     | 3月29日  | 月亭方正×海原ともこ（海原やすよ・ともこ）                        | 海原やすよ（海原やすよ・ともこ）                                                                 |        |
| 90     | 4月5日   | たむらけんじ×入江慎也（カラテカ）                                | なし                                                                                             |        |
| 91     | 4月12日  | 沖縄スペシャル                                                   | なし                                                                                             |        |
| 92     | 4月19日  | あいはら雅一（メッセンジャー）×福田充徳（チュートリアル）        | なし                                                                                             |        |
| 93     | 4月26日  | 金田哲（はんにゃ）×房野史典（ブロードキャスト！！）              | なし                                                                                             |        |
| 94     | 5月3日   | 西田幸治（笑い飯）×秋山竜次（ロバート）                          | なし                                                                                             |        |
| 95     | 5月10日  | 博多大吉（博多華丸・大吉）×浅越ゴエ（ザ・プラン9）               | トミーズ健（トミーズ）                                                                           |        |
| 96     | 5月17日  | 渡辺直美 ×斉藤慎二（ジャングルポケット）                         | 水本健一（span!）                                                                                |        |
| 97     | 5月24日  | 島田一の介×瀬戸洋祐（スマイル）                                  | なし                                                                                             |        |
| 98     | 5月31日  | ほんこん（130R）×藤原一裕（ライセンス）                          | もりやすバンバンビガロ                                                                           |        |
| 99     | 6月7日   | 千原せいじ（千原兄弟）×徳井健太（平成ノブシコブシ）              | なし                                                                                             |        |
| 100    | 6月14日  | 村上純（しずる）×木崎太郎（祇園）                                | 宮戸洋行（GAG少年楽団）                                                                          |        |
| 101    | 6月21日  | ヒデ（ペナルティ）×川田広樹（ガレッジセール）                    | 白川悟実（テンダラー）                                                                           |        |
| 102    | 6月28日  | 板倉俊之（インパルス）×大林健二（モンスターエンジン）            | 渡邊孝平（クロスバー直撃）                                                                       |        |
| 103    | 7月5日   | 田村亮（ロンドンブーツ1号2号）×徳井義実（チュートリアル）        | なし                                                                                             |        |
| 104    | 7月12日  | 真栄田賢（スリムクラブ）×武智正剛（スーパーマラドーナ）          | 内間政成（スリムクラブ） 田中一彦（スーパーマラドーナ）                                          |        |
| 105    | 7月19日  | ハイヒールモモコ（ハイヒール）×隅田美保（アジアン）              | 酒井藍                                                                                           |        |
| 106    | 7月26日  | 桜 稲垣早希×小泉エリ                                             | なし                                                                                             |        |
| 107    | 8月2日   | ウーイェイよしたか（スマイル）×もう中学生                        | 川原克己（天竺鼠）                                                                               |        |
| 108    | 8月9日   | 鰻和弘（銀シャリ）×向井慧（パンサー）                            | なし                                                                                             |        |
| 109    | 8月16日  | 多田健二（COWCOW）×村本大輔（ウーマンラッシュアワー）            | なし                                                                                             |        |
| 110    | 8月23日  | 鈴木Q太郎（ハイキングウォーキング）×藤田憲右（トータルテンボス） | なし                                                                                             |        |
| 111    | 8月30日  | 野沢直子×小川菜摘                                                | なし                                                                                             |        |
| 112    | 9月6日   | なだぎ武（ザ・プラン9）×ロッシー（野性爆弾）                     | なし                                                                                             |        |
| 113    | 9月13日  | 黒田有（メッセンジャー）×西川忠志                                | 林健（ギャロップ）                                                                               |        |
| 114    | 9月20日  | 博多華丸（博多華丸・大吉）×橋本直（銀シャリ）                    | なし                                                                                             |        |
| 115    | 9月27日  | 原西孝幸（FUJIWARA）×竹若元博（バッファロー吾郎）                | なし                                                                                             |        |
| 116    | 10月4日  | 宇治原史規（ロザン）×西森洋一（モンスターエンジン）              | なし                                                                                             |        |
| 117    | 10月11日 | 河本準一（次長課長）×黒瀬純（パンクブーブー）                    | なし                                                                                             |        |
| 118    | 10月18日 | 馬場園梓（アジアン）×出雲阿国                                    | 向清太朗（天津）                                                                                 |        |
| 119    | 10月25日 | 宮川大輔 ×佐田正樹（バッドボーイズ）                             | なし                                                                                             |        |
| 120    | 11月1日  | 井本貴史（ライセンス）×石田明（NON STYLE）                       | なし                                                                                             |        |
| 121    | 11月8日  | 桂三度×川島明（麒麟）                                            | なし                                                                                             |        |
| 122    | 11月15日 | 岩橋良昌（プラスマイナス）×諸見里大介                            | 岩部彰（ミサイルマン）                                                                           |        |
| 123    | 11月22日 | 哲夫（笑い飯）×辻井亮平（アイロンヘッド）                        | なし                                                                                             |        |
| 124    | 11月29日 | 土肥ポン太×友近                                                  | なし                                                                                             |        |
| 125    | 12月6日  | 馬場園梓（アジアン）×ノブ小池（千鳥）                            | 渡邊孝平（クロスバー直撃）                                                                       |        |
| 126    | 12月13日 | レイザーラモンRG×梶原雄太（キングコング）                        | 三浦マイルド ヒューマン中村                                                                      |        |
| 127    | 12月20日 | ヤナギブソン（ザ・プラン9）×宮戸洋行（GAG少年楽団）              | 小寺真理（つぼみ） 福田麻貴（つぼみ） 杉山優華（つぼみ） しより（つぼみ） 樋口みどりこ（つぼみ） |        |
| 128    | 12月27日 | 椿鬼奴 × 近藤春菜（ハリセンボン）                                | 箕輪はるか（ハリセンボン）                                                                       |        |

| 2014年 | 2014年   | 2014年                                                        | 2014年                                                                                       | 2014年 |
| 回     | 放送日   | 出演者                                                        | 後半出演者                                                                                   |        |
| ------ | -------- | ------------------------------------------------------------- | -------------------------------------------------------------------------------------------- | ------ |
| 129    | 1月10日  | バッファロー吾郎A（バッファロー吾郎）×ケンドーコバヤシ        | なし                                                                                         |        |
| 130    | 1月17日  | 大悟（千鳥）×吉村崇（平成ノブシコブシ）                       | なし                                                                                         |        |
| 131    | 1月24日  | 浜本広晃（テンダラー）×又吉直樹（ピース）                     | なし                                                                                         |        |
| 132    | 1月31日  | 堤下敦（インパルス）×濱家隆一（かまいたち）                   | なし                                                                                         |        |
| 133    | 2月7日   | 中川剛（中川家）×すっちー                                     | なし                                                                                         |        |
| 134    | 2月14日  | 佐久間一行×ヒューマン中村                                     | なし                                                                                         |        |
| 135    | 2月21日  | 村上健志（フルーツポンチ）×福田恵悟（LLR）                    | なし                                                                                         |        |
| 136    | 2月28日  | たむらけんじ ×てつじ（シャンプーハット）                      | なし                                                                                         |        |
| 137    | 3月7日   | 田村裕（麒麟）×西野亮廣（キングコング）                       | なし                                                                                         |        |
| 138    | 3月14日  | 大木こだま（大木こだま・ひびき）×博多大吉（博多華丸・大吉）   | 松田大輔（東京ダイナマイト）                                                                 |        |
| 139    | 3月21日  | 品川祐（品川庄司）×小杉竜一（ブラックマヨネーズ）             | なし                                                                                         |        |
| 140    | 3月28日  | 兵動大樹（矢野・兵動）×中川礼二（中川家）                     | 山崎祐介（アポロン）                                                                         |        |
| 141    | 4月4日   | エハラマサヒロ×ガリガリガリクソン                             | 水本健一（span!）                                                                            |        |
| 142    | 4月11日  | 沖縄スペシャル                                                | なし                                                                                         |        |
| 143    | 4月18日  | 田中一彦（スーパーマラドーナ）×ウーイェイよしたか（スマイル） | 哲夫（笑い飯）                                                                               |        |
| 144    | 4月25日  | 川島邦裕（野性爆弾）×川原克己（天竺鼠）                       | なし                                                                                         |        |
| 145    | 5月2日   | 善し（COWCOW）×マンボウやしろ                                 | 松田大輔（東京ダイナマイト）                                                                 |        |
| 146    | 5月9日   | 大村朋宏（トータルテンボス）×渡辺直美                         | なし                                                                                         |        |
| 147    | 5月16日  | ハチミツ二郎（東京ダイナマイト）×大地洋輔（ダイノジ）         | 吉田裕                                                                                       |        |
| 148    | 5月23日  | 安達健太郎（カナリア）×菊地浩輔（チーモンチョーチュウ）       | なし                                                                                         |        |
| 149    | 5月30日  | 佐藤哲夫（パンクブーブー）×武智正剛（スーパーマラドーナ）     | 林健（ギャロップ）                                                                           |        |
| 150    | 6月6日   | レイザーラモンHG×庄司智春（品川庄司）                         | 宮地謙典（ニブンノゴ!）                                                                      |        |
| 151    | 6月13日  | 大上邦博×川谷修士（2丁拳銃）                                  | 高山トモヒロ（ケツカッチン）                                                                 |        |
| 152    | 6月20日  | 矢野勝也（矢野・兵動）×林健（ギャロップ）                     | なし                                                                                         |        |
| 153    | 6月27日  | 千原せいじ（千原兄弟）×水田信二（和牛）                       | 川西賢志郎（和牛）                                                                           |        |
| 154    | 7月4日   | 藤原一裕（ライセンス）×橋本直（銀シャリ）                     | なし                                                                                         |        |
| 155    | 7月11日  | 浅越ゴエ（ザ・プラン9）×あべこうじ                            | なし                                                                                         |        |
| 156    | 7月18日  | 長原成樹×山口智充                                             | なし                                                                                         |        |
| 157    | 7月25日  | 菅広文（ロザン）×藤森慎吾（オリエンタルラジオ）               | なし                                                                                         |        |
| 158    | 8月1日   | 久保田和靖（とろサーモン）×瀬戸洋祐（スマイル）               | なし                                                                                         |        |
| 159    | 8月8日   | 黒田有（メッセンジャー） ×ケン（水玉れっぷう隊）              | なし                                                                                         |        |
| 160    | 8月15日  | 馬場園梓（アジアン）×桜 稲垣早希                              | なし                                                                                         |        |
| 161    | 8月22日  | 石田明（NON STYLE）×マコト（span!）                           | こうすけ（初恋タロー）                                                                       |        |
| 162    | 8月29日  | ヤナギブソン（ザ・プラン9）×土肥ポン太                        | なし                                                                                         |        |
| 163    | 9月5日   | すっちー ×レイザーラモンRG                                    | 松浦真也                                                                                     |        |
| 164    | 9月12日  | ロッシー（野性爆弾）×ノブ小池（千鳥）                         | ハラダ（ファミリーレストラン）                                                               |        |
| 165    | 9月19日  | 八木真澄（サバンナ）×多田健二（COWCOW）                       | なし                                                                                         |        |
| 166    | 9月26日  | 真栄田賢（スリムクラブ）×稲田直樹（アインシュタイン）         | なし                                                                                         |        |
| 167    | 10月3日  | 秋山竜次（ロバート）×西澤裕介（ダイアン）                     | なし                                                                                         |        |
| 167    | 10月10日 | 村上ショージ ×大悟（千鳥）                                    | なし                                                                                         |        |
| 168    | 10月17日 | 高山トモヒロ（ケツカッチン）×宮迫博之（雨上がり決死隊）       | なし                                                                                         |        |
| 169    | 10月24日 | 植野行雄（デニス）× アントニー（マテンロウ）                  | なし                                                                                         |        |
| 170    | 10月31日 | 西野亮廣（キングコング）×野村尚平（プリマ旦那）               | なし                                                                                         |        |
| 171    | 11月7日  | 宇治原史規（ロザン）×市川義一（女と男）                       | なし                                                                                         |        |
| 172    | 11月14日 | 大林健二（モンスターエンジン）×ツネ（2700）                   | 田邊孟德（タナからイケダ）                                                                   |        |
| 173    | 11月21日 | 池田一真（しずる）×お〜い!久馬（ザ・プラン9）                 | なし                                                                                         |        |
| 174    | 11月28日 | くまだまさし×もりやすバンバンビガロ                           | なし                                                                                         |        |
| 175    | 12月5日  | こいで（シャンプーハット）×津田篤宏（ダイアン）               | なし                                                                                         |        |
| 176    | 12月12日 | 月亭方正×桂三度                                               | なし                                                                                         |        |
| 177    | 12月19日 | 大地洋輔（ダイノジ）×西代洋（ミサイルマン）                   | 酒井藍                                                                                       |        |
| 178    | 12月26日 | 田村亮（ロンドンブーツ1号2号）×浜本広晃（テンダラー）         | ダイアン 藤崎マーケット 学天即 ロングコートダディ コロコロチキチキペッパーズ 8.6秒バズーカー |        |

| 2015年 | 2015年  | 2015年                                                                  | 2015年                         | 2015年 |
| 回     | 放送日  | 出演者                                                                  | 後半出演者                     |        |
| ------ | ------- | ----------------------------------------------------------------------- | ------------------------------ | ------ |
| 179    | 1月9日  | 人気しゃべり手名場面集!未公開シーンも満載                               | なし                           |        |
| 180    | 1月16日 | 善し（COWCOW）×和田美枝（女と男）                                       | なし                           |        |
| 181    | 1月23日 | 松田洋昌（ハイキングウォーキング）×佐久間一行                           | なし                           |        |
| 182    | 1月30日 | ケンドーコバヤシ ×トキ（藤崎マーケット）                                | なし                           |        |
| 183    | 2月6日  | 濱家隆一（かまいたち）×田崎佑一（藤崎マーケット）                       | なし                           |        |
| 184    | 2月13日 | あいはら雅一（メッセンジャー） ×オモロー山下                            | たむらけんじ                   |        |
| 185    | 2月20日 | 西田幸治（笑い飯）×白井鉄也（チーモンチョーチュウ）                     | なし                           |        |
| 186    | 2月27日 | 西森洋一（モンスターエンジン）×川西賢志郎（和牛）                       | なし                           |        |
| 187    | 3月6日  | 博多華丸（博多華丸・大吉）×黒瀬純（パンクブーブー）                     | なし                           |        |
| 188    | 3月13日 | 山名文和（アキナ）×板倉俊之（インパルス）                               | なし                           |        |
| 189    | 3月20日 | 中川貴志（ランディーズ）×梶原雄太（キングコング）                       | なし                           |        |
| 190    | 3月27日 | 又吉直樹（ピース）×川原克己（天竺鼠）                                   | なし                           |        |
| 191    | 4月10日 | 中川パラダイス（ウーマンラッシュアワー）×ウーイェイよしたか（スマイル） | 田中一彦（スーパーマラドーナ） |        |

イベント・配信版
| 開催日         | 出演者                                              |
| -------------- | --------------------------------------------------- |
| 2020年7月4日   | くっきー!（野性爆弾）×川原克己（天竺鼠）            |
| 2020年8月8日   | 河井ゆずる（アインシュタイン）×山名文和（アキナ）   |
| 2020年8月16日  | ウーイェイよしたか（スマイル）×川西賢志郎（和牛）   |
| 2020年9月18日  | 木崎太郎（祇園）×洲崎貴郁（ラニーノーズ）           |
| 2020年9月30日  | 後藤淳平（ジャルジャル）×新山士彦（さや香）         |
| 2020年11月14日 | 岩倉美里（蛙亭）×サーヤ（ラランド）                 |
| 2020年12月18日 | 盛山晋太郎（見取り図）×石井輝明（コマンダンテ）     |
| 2022年9月4日   | 西田幸治（笑い飯）×九条ジョー（コウテイ）           |
| 2022年12月22日 | 川原克己（天竺鼠）×トキ（藤崎マーケット）           |
| 2023年6月7日   | 桑原雅人（トット）×濱田祐太郎                       |
| 2023年6月8日   | 多田智佑（トット）×田渕章裕（インディアンス）       |
| 2023年8月10日  | 亜生（ミキ）×九条ジョー                             |
| 2024年1月25日  | 松井ケムリ（令和ロマン）×伊織（からし蓮根）         |
| 2024年1月25日  | 髙比良くるま（令和ロマン）×大東翔生（ダブルヒガシ） |

## スタッフ
- ナレーター：三浦隆志（読売テレビアナウンサー）
- ディレクター：村上美幸、西祐輔、尾島正基
- 構成：博多ヒト志、稲見周平、田中孝晃
- カメラ：三村友昭、柴田功二
- 音声：角田康太、梶巻久仁彦
- 照明：花岡志郎
- 編集：谷和彦
- 音効：周薇
- MA：中川和哉
- 美術：村上雅彦
- 広報：飯田將博
- 協力：よしもと祇園花月、トラッシュ、ytv Nextry、SOUND K、アーチェリー、すくらんぶる
- 衣装協力：京都きものレンタル 和凛
- 着付け・ヘアメイク：グレースプロ
- 協力：ワイズビジョン
- 劇場プロデューサー：織田直也
- プロデューサー：小野寺将史（ytv）、佐野篤（よしもとクリエイティブ・エージェンシー）、西脇和之（ワイズビジョン）
- チーフプロデューサー：山岸正人（ytv）、武野一起（ytv／ワイズビジョン）
- 制作協力：吉本興業
- 制作著作：ytv

### 過去のスタッフ
- ディレクター：籾山裕太
- 構成：京都市行
- 音効：片岡幸司
- 劇場プロデューサー：熊崎慶太郎
- プロデューサー：片岡克也・柿本幸一（ytv）、植田隆志（よしもとクリエイティブ・エージェンシー）
- チーフプロデューサー：阿部裕一（ytv）

## エンディングテーマ
- KIDS「ヒーロー」（よしもとアール・アンド・シー、第102回 - 第127回）
- ヒントン・バトル meets Count Basie Orchestra「The Christmas Song」（Eighty-Eight's、第128回 - 第130回）
- ヒントン・バトル meets Count Basie Orchestra「It Don't Mean a Thing」（Eighty-Eight's、第131回 - 第136回）
- SO.ON project「絆〜大切な人へ〜」（Beafic Inc.、第137回 - 第141回）
- Giselle4「STEPPIN' BACK」（ユニバーサルJ、第142回 - 第153回）
- SO.ON project「未来のカケラ」（Beafic Inc.、第154回 - 第166回）
- Giselle4「LOVE-A-DUB」（ユニバーサルJ、第167回 - 第178回）
- PASTEL CALLA「KISS」（CA Tunes、第179回 - ）[3]

## ネット局
| 放送対象地域   | 放送局              | 系列           | 放送曜日・放送時間   | 備考      |
| -------------- | ------------------- | -------------- | -------------------- | --------- |
| 近畿広域圏     | 読売テレビ（ytv）   | 日本テレビ系列 | 金曜 25:33 - 26:33   | 制作局    |
| 香川県・岡山県 | 西日本放送（RNC）   | 日本テレビ系列 | 木曜 25:29 - 26:29   | 13日遅れ  |
| 鳥取県・島根県 | 日本海テレビ（NKT） | 日本テレビ系列 | 平日・週末穴埋め放送 | 28日遅れ  |
| 愛媛県         | 南海放送（RNB）     | 日本テレビ系列 | 土曜 25：20 - 26：20 | 29日遅れ  |
| 高知県         | 高知放送（RKC）     | 日本テレビ系列 | 水曜 24：54 - 25：54 | 929日遅れ |
| 大分県         | 大分放送（OBS）     | TBS系列        | 火曜 13：55 - 14：50 | 56日遅れ  |

## DVD
- 祇園笑者（2011年11月21日発売、よしもとアール・アンド・シー）
- 祇園笑者 〜男前（イケメン）喋り手集〜（2013年2月6日発売、よしもとアール・アンド・シー）